# Phytoplankton

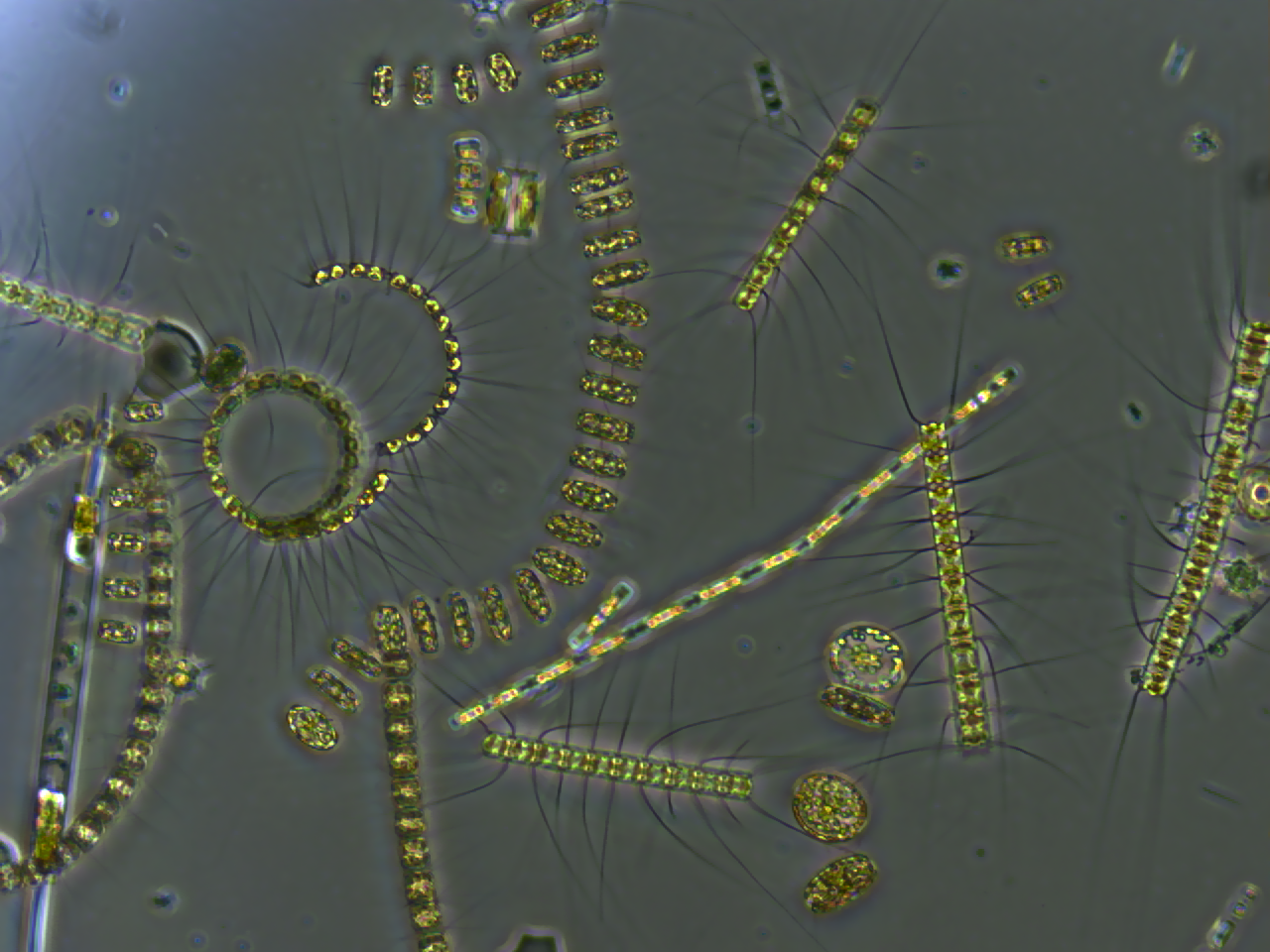
Phytoplankton

Phytoplankton (altgriechisch φυτόν phytón, deutsch ‚Pflanze‘; πλαγκτόν planktón, deutsch ‚das Umherirrende‘, ‚das Umhergetriebene‘; wörtlich: „Pflanzen-Plankton“) bezeichnet frei schwebendes photoautotrophes, pflanzliches Plankton, welches am Beginn der Nahrungskette steht.
Phytoplankton tritt sowohl in den Meeren als auch in Süßwasser auf, wobei sich marine Organismen in den oberen Schichten der Ozeane aufhalten und sich von der Meeresströmung treiben lassen.
Das pflanzliche Plankton enthält Kieselalgen (Diatomeen), Grünalgen, Dinoflagellaten, Coccolithophorida, Dictyochaceae und andere, oft einzelligen Algen sowie Cyanobakterien.

## Ökologische Bedeutung

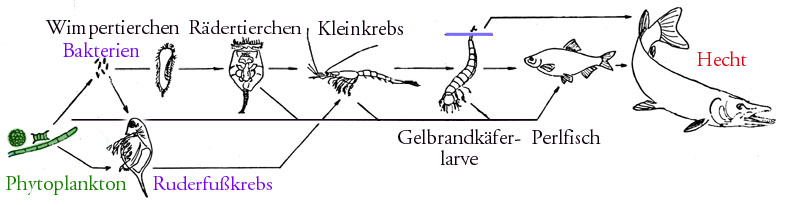
Phytoplankton als Basis eines Nahrungsnetzes in einem See

Phytoplankton baut als Primärproduzent mit Hilfe der Photosynthese aus Kohlenstoffdioxid und Nährstoffen seine Körpersubstanz (Biomasse) auf (Primärproduktion) und erzeugt dabei Sauerstoff. Das Phytoplankton bildet damit die Basis der autochthonen Nahrungspyramide in stehenden und langsam fließenden Gewässern, wo es am Beginn der Nahrungskette steht.
Die Kleinstorganismen dienen als Nahrungsgrundlage des Zooplankton sowie zahlreicher Tierarten, die an und in Meeren sowie Binnengewässern leben. Sogenannte Filtrierer, haben erstaunliche, netzartige Strukturen entwickelt, um es aus dem Wasser zu filtern. Eine der bemerkenswertesten und direkten Nahrungsketten ist: Phytoplankton → Krill → Wal.

Phytoplanktonblüte in der Barentssee

Phytoplankton sorgt für die Produktion eines Großteils des Sauerstoffs in der Atmosphäre – nach verschiedenen Schätzungen beträgt der vom Phytoplankton produzierte Anteil etwa die Hälfte oder sogar 70 bis 80 Prozent.
Vor allem durch ansteigende Meerestemperaturen ist die Menge des marinen Phytoplanktons seit 1950 um mindestens 40 Prozent zurückgegangen. Andere Quellen sprechen von einem Rückgang um zwei Drittel im 20. Jahrhundert. Studien haben aufgezeigt, dass auch Vitamin B12 im Wasser einen signifikanten Einfluss auf die Phytoplankton-Dynamik in Küstenregionen hat, wobei eine höhere Verfügbarkeit von B12 das Wachstum größerer Phytoplanktonarten fördern kann.

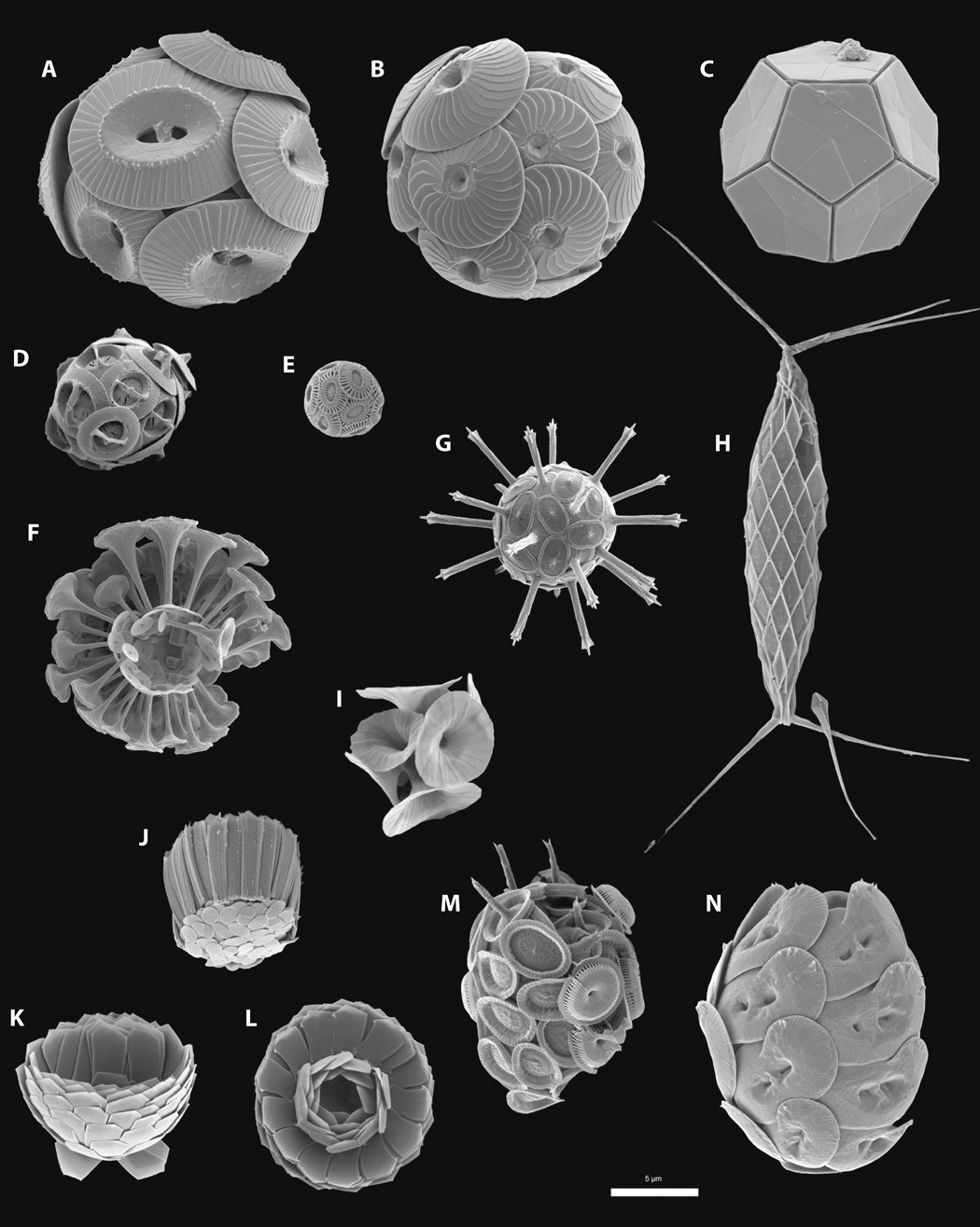
Gesteinsbildende Kalkflagellaten zählen ebenfalls zum Phytoplankton

Darüber hinaus sind die winzigen Lebewesen bei der Bildung von organischem Material von großer Bedeutung und sind der Ausgangsstoff für die Bildung von Erdöl. In vergangenen Erdzeitaltern waren es insbesondere die Kalkflagellaten, die sich gemeinsam mit den planktonfressenden Foraminiferen, für die Bildung neuen Gesteins gesorgt haben. Ablagerungen von Kieselalgen führten dagegen zur Bildung von Kieselgur, der ebenfalls gesteinsbildend ist.

## Erforschung
Die Planktonökologie erforscht Reaktionen, Veränderungen und Anpassungen der Planktonpopulationen auf sich verändernde Lebensbedingungen und Lebensräume. Dabei sind insbesondere die Folgen der globalen Erwärmung relevant, da die Erwärmung der Meere, sowie veränderte Meeresströmungen die Lebensbedingungen des Phytoplanktons stark beeinflussen.
Es ist beispielsweise schon seit 2012 bekannt, dass sich die Zusammensetzung des Phytoplanktons durch die Erwärmung der Nordsee und veränderte Windverhältnisse stark verändert hat. Dabei nahm der Anteil der ehemals dominanten Dinoflagellaten seit 1960 stark ab, während zeitgleich ein Anstieg der Kieselalgen nachgewiesen werden konnte. Jedoch ist für diese Verschiebung nicht nur die Erwärmung des Meerwassers die Ursache, sondern auch die Zunahme starker Winde und die höhere Windgeschwindigkeit über der Wasseroberfläche – wobei die beiden Faktoren einander verstärken.
Als Maßnahme des Gewässerschutzes spielt außerdem die Erforschung von übermäßigen Algenblüten sowie deren Ursachen und Auswirkungen eine wichtige Rolle. Gerade im Zusammenhang mit Schadstoffeinträgen, oder einer übermäßigen Versorgung eines Gewässers mit Nährstoffen (z. B. durch landwirtschaftliche Düngemittel) kann es, im Zuge unkontrollierter Algenblüten zu Hypoxie, oder auch zur Eutrophierung von Gewässern kommen.